# Cosimo Sibilia
Cosimo Sibilia (Avellino, 1º febbraio 1959) è un politico e dirigente sportivo italiano.

## Biografia

### Attività politica
Laureato in Scienze politiche, Sibilia inizia l'attività politica nel 1994 aderendo a Forza Italia e associandosi al primo club della propria città, fondato a Mercogliano da Antonio Buonaiuto il 18 dicembre 1993.
Alle regionali del 1995, del 2000 e del 2005 viene eletto al Consiglio regionale della Campania nelle liste di Forza Italia, dove ricopre l'incarico di Presidente della Commissione Istruzione, Cultura, Politiche Sociali e di capogruppo di Forza Italia. Viene quindi eletto Presidente della Provincia di Avellino nel 2009.

#### Elezione a senatore
Alle elezioni politiche del 2008 viene eletto al Senato della Repubblica, nelle liste del Popolo della Libertà nella circoscrizione Campania.
Alle elezioni politiche del 2013 viene rieletto senatore.
ll 14 ottobre 2014 viene eletto dall'aula di Palazzo Madama Segretario della Presidenza del Senato con 198 voti.

#### Elezione a deputato
Alle elezioni politiche del 2018 viene eletto alla Camera dei Deputati, nelle liste di Forza Italia nella circoscrizione Campania 2.
Il 27 maggio 2021 aderisce a Coraggio Italia, il nuovo partito fondato dal sindaco di Venezia Luigi Brugnaro insieme al presidente della Liguria Giovanni Toti e a numerosi parlamentari di diversa provenienza (M5S, Forza Italia, Cambiamo!-Popolo Protagonista, Lega e Centro Democratico). Sibilia diventa vicepresidente del gruppo alla Camera e dal 18 novembre è membro della direzione nazionale e coordinatore del partito in Campania.
Il 23 giugno 2022 abbandona Coraggio Italia e, insieme ad altri ex membri del partito, aderisce all'associazione "Vinciamo Italia" costituita da Marco Marin  con cui il 28 giugno formano la componente "Vinciamo Italia - Italia al Centro con Toti".

### Attività sportiva
Figlio del presidente dell'Avellino Antonio Sibilia, è stato a sua volta presidente del club irpino nel biennio 1994-1995. Ha nel suo curriculum varie esperienze da dirigente sportivo. Dal 1994 al 2000 ha guidato il Comitato Regionale Campania della LND. Dal 1996 al 2009 è membro della Giunta CONI della sua regione e, dal 7 marzo dello stesso anno, ne diventa presidente, confermato anche per il quadriennio olimpico 2013-2016. Dal 14 aprile del 2016 è il Commissario Straordinario del Comitato Regionale Campania della LND. Dirigente benemerito della LND è stato insignito nel 2010 della Stella d'oro del Coni al merito sportivo.
Il 28 gennaio 2017 viene eletto all'unanimità Presidente della Lega Nazionale Dilettanti. Il 27 marzo dello stesso anno viene eletto Vicepresidente Vicario della Federazione Italiana Giuoco Calcio; è confermato anche con l’arrivo di Gabriele Gravina nell’ottobre 2018 e dal 27 novembre è membro del comitato di presidenza.
A seguito della pandemia da COVID-19, il 12 marzo 2020 invia una lettera agli operatori del calcio dilettantistico per comunicare la sospensione delle partite fino al 3 aprile. Fra le ragioni esposte per escludere l'alternativa di un match da disputarsi a porte chiuse, vi sono: la necessità di impegnare i medici e Forze dell'Ordine durante le gare, l'impossibilità di rispettare il distanziamento minimo di un metro sia in campo che negli spostamenti in pullmann per le trasferte.
Il 7 gennaio 2021 viene rieletto all'unanimità Presidente della Lega Nazionale Dilettanti. Il 12 gennaio seguente, forte dell'appoggio della Lega Dilettanti dichiara di volersi candidare "per coerenza e per mantenere gli impegni...", ricordando l'esistenza di un accordo, sottoscritto nel 2018 anche da altre componenti (Gravina per la Lega Pro, Sibilia per la LND, Nicchi per AIA, Ulivieri per AIAC e dall'ex presidente FIGC Giancarlo Abete). Il patto stabiliva che nel 2021 il candidato alla presidenza FIGC sarebbe stato proprio Sibilia, per una staffetta ideale con Gravina sostenuto nel 2018 da tutte le altre componenti federali con l'intento di porre fine alla stagione del commissariamento della FIGC da parte del CONI. Nelle elezioni della FIGC del 22 febbraio Sibilia sfida Gravina, che ha l'appoggio delle leghe professionistiche e delle componenti tecniche e che verrà confermato con oltre il 73% dei voti; di conseguenza Sibilia dopo quattro anni perde il posto da vicepresidente della federazione rimanendo però nel consiglio come Presidente della Lega Dilettanti e nel comitato di presidenza.
Il 26 ottobre dello stesso anno rassegna le dimissioni da Presidente della LND non avendo più la maggioranza e prima della discussione sul bilancio consuntivo.

### Altri incarichi
Dal 2009 al 2013 è stato componente del CdA della Fondazione Università degli Studi di Salerno.